# Isamay Benavente
Isabel María Benavente Ferrera, más conocida como Isamay Benavente (La Línea de la Concepción, 1965) es una gestora cultural española. El 15 de marzo de 2023, fue designada directora del Teatro de la Zarzuela, por un periodo de cinco años a partir de noviembre de 2023. Es la primera mujer nombrada para dirigir esta institución desde su inauguración en 1856.

## Trayectoria
Se licenció en Derecho por la Universidad de Sevilla. Trabajó para la Consejería de Cultura andaluza como técnica de producción y distribución en la Exposición Universal de Sevilla de 1992. Por encargo de la Junta, montó el primer Ballet Andaluz de Flamenco del que fue jefa de producción. En 1996, llegó como directora de producción a la Fundación Cultural Universitaria de las Artes de Jerez (Fundarte), empresa gestora del Teatro Villamarta de Jerez de la Frontera, bajo la dirección de Francisco López al que sucedió, en 2008, en la dirección artística del teatro. Al frente del Villamarta, Benavente ha llevado adelante el proyecto Centro Lírico del Sur, consistente en la programación de una temporada lírica tanto con producciones propias como con montajes en gira y el ciclo Otoño Lírico Jerezano que cada año ofrece cuatro montajes de zarzuela. Asimismo, ha sido la responsable de la creación del Concurso de voces para repertorio español, del teatro. Ha sido también directora artística del Festival de Jerez, proyecto cultural enfocado en el baile flamenco y la danza española. En septiembre de 2022, fue nombrada presidenta de la Asociación de Teatros y Temporadas Líricas de España, Ópera XXI. Es además vicepresidenta de la Asociación de Festivales Flamencos.
El 15 de marzo de 2023, el Instituto Nacional de las Artes Escénicas y de la Música (INAEM) cerró el concurso público que había abierto en febrero para seleccionar una nueva dirección del Teatro de la Zarzuela tras la marcha de Daniel Bianco, con un comunicado en el que su director general, Joan Francesc Marco, anunció la elección del proyecto de Benavente como el más adecuado, de entre los veintiséis presentados. En el comunicado, Marco destacó su trayectoria artística al frente del Teatro Villamarta y el Festival de Jerez y su vinculación con la música española y la danza. Por otro lado, resaltó que el proyecto elegido pretende  Impulsar el teatro lírico en los ámbitos nacional, europeo y latinoamericano, lo que supone la continuidad de la labor iniciada por Daniel Bianco. Con su designación, se convirtió en la primera mujer en dirigir el Teatro de la Zarzuela en sus 167 años de historia.